# 620 (tal)
620 är det naturliga heltal som följer 619 och följs av 621.

## Matematiska egenskaper
- 620 är ett jämnt tal.
- 620 är ett sammansatt tal.
- 620 är ett ymnigt tal.
- 620 är ett praktiskt tal.

## Inom vetenskapen
- 620 Drakonia, en asteroid.